# Lightstorm Entertainment
Lightstorm Entertainment est une société américaine indépendante de production cinématographique. Elle a son siège social à Santa Monica, en Californie.
La société a été fondée en 1990 par le réalisateur canadien James Cameron et producteur Larry Kasanoff. Elle produit essentiellement les films de James Cameron (son cofondateur et directeur) tels que Abyss, Titanic, ou Avatar. Cameron a également employé d'autres cinéastes pour produire et réaliser des films sous la bannière de sa production Lightstorm.

## Filmographie
- 1989 : Abyss (The Abyss) de James Cameron
- 1991 : Terminator 2 : Le Jugement dernier (Terminator 2: Judgment Day) de James Cameron[1]
- 1994 : True Lies (1994) de James Cameron[2]
- 1995 : Strange Days de Kathryn Bigelow[3]
- 1996 : T2 3-D: Battle Across Time (attraction )
- 1997 : Titanic de James Cameron
- 2002 : Solaris de Steven Soderbergh
- 2009 : Avatar de James Cameron
- 2019 : Alita: Battle Angel de Robert Rodriguez
- 2019 : Terminator 6 de Tim Miller[4]
- 2022 : Avatar : La Voie de l'eau de James Cameron
- 2023 : True Lies (série TV)